# 山下真由子
山下 真由子（やました まゆこ、1995年 - ）は、日本の数学者で、博士（数理科学）（東京大学・2022年）である。ペリメーター理論物理学研究所の研究教員として微分幾何学、トポロジー、数理物理学を研究領域に扱う。
非可換幾何学を専門とし、数学と物理学の境界における場の理論を研究する。理論物理学へ応用を目指し、代数トポロジーを用いた場の理論の分類や、微分コホモロジーを研究する。

## 人物
桜蔭中学校を卒業して桜蔭高等学校から通信制東京都立新宿山吹高等学校へ編入学し、在学中に第54回国際数学オリンピックコロンビア大会日本代表選手として銀メダルを獲得する。
2014年に東京大学教養学部理科一類へ入学し、工学部計数工学科へ進学するも、4年次に進級せず修士課程への飛び入学のために退学する。
2017年に大学院数理科学研究科数理科学専攻修士課程へ入学し、2019年に博士課程へ進学する。2019年8月31日に5か月で博士課程を退学し、9月1日付で京都大学数理解析研究所に採用されて助教となる。2022年に論文博士制度で東京大学博士（数理科学）を修得する。博士論文は「Differential models for the Anderson dual to bordism theories and invertible QFT's―ボルディズム理論のAnderson 双対の微分モデルと可逆な場の理論」
学術的プレゼンスが圧倒的に秀でていると評価され、羽ばたく女性研究者賞（マリア・スクウォドフスカ＝キュリー賞）最優秀賞を、2022年5月17日に駐日ポーランド共和国大使館で受賞した。
2023年4月、京都大学理学部数学教室准教授。
2023年7月10日に、Asian Scientist Magazine誌が発表する「アジアの科学者100人」（2016年から毎年刊行）の2023年版リストに選出された。
2023年9月14日にブレイクスルー賞財団から、2024年のマリアム・ミルザハニ・ニューフロンティア賞を授与すると発表された。授賞理由は「数理物理学および指数理論への貢献」で、授賞式は2024年4月13日にロサンゼルスを予定する。

## 来歴
- 2008年04月：桜蔭中学校入学
- 2011年04月：桜蔭高校入学
- 2014年03月：東京都立新宿山吹高等学校卒業。
- 2014年04月：東京大学教養学部理科一類入学[6]。
- 2016年04月：東京大学工学部計数工学科進学[6]。
- 2017年03月：東京大学工学部計数工学科中退。
- 2017年04月：東京大学大学院数理科学研究科数理科学専攻修士課程入学[6]。
- 2019年03月：東京大学大学院数理科学研究科数理科学専攻修士課程修了。
- 2019年04月：東京大学大学院数理科学研究科数理科学専攻博士課程入学[6]。
- 2019年08月：東京大学大学院数理科学研究科数理科学専攻博士課程中退。
- 2019年09月：京都大学数理解析研究所助教。
- 2022年03月：東京大学より博士（数理科学）学位取得[6]。
- 2023年04月：京都大学理学部数学教室准教授[6]。
- 2025年04月   : ペリメーター理論物理学研究所研究教員（カナダ、Waterloo）Junior Research Faculty member

## 受賞
- 塩野直道記念 第１回「算数・数学の自由研究」作品コンクール Rimse理事長賞（2013年）[13]
- 第54回国際数学オリンピック銀メダル（2013年）[14]
- 東京大学大学院数理科学研究科数理科学研究科長賞（2019年）[15][6]
- 日本数学会賞建部賢弘奨励賞（2021年）[16][6]
- 第1回 マリア・スクウォドフスカ＝キュリー賞最優秀賞（2022年）[4][17]
- 第13回 フロンティアサロン 永瀬賞特別賞（2023年)[18]
- ゲッティンゲン科学アカデミーよりダニー・ハイネマン賞（2024年）[19]
- マリアム・ミルザハニ・ニューフロンティア賞(2024年)[20]

## 論文
- Topological Elliptic Genera I--The mathematical foundation, with Y-H. Lin. preprint. https://arxiv.org/abs/2412.02298
- On the 576-fold periodicity of the spectrum SQFT: The proof of the lower bound via the Anderson duality pairing, with T. Johnson-Freyd. preprint. https://arxiv.org/abs/2404.06333
- Anderson self-duality of topological modular forms, its differential-geometric manifestations, and vertex operator algebras, with Y. Tachikawa. preprint. https://arxiv.org/abs/2305.06196
- Remarks on mod-2 elliptic genus, with Y. Tachikawa and K. Yonekura. to appear in Comm. Math. Phys. https://arxiv.org/abs/2302.07548
- Differential KO-theory via gradations and mass terms, with K. Gomi. Adv. Theor. Math. Phys. 27 (2023) 2, 381-481. https://arxiv.org/abs/2111.01377
- Differential models for the Anderson dual to bordism theories and invertible QFT's, II. Journal of Gokova Geometry Topology, Vol 16, 65--97 (2023). https://www.gokovagt.org/journal/2023/yamashita.html
- Topological modular forms and the absence of all heterotic global anomalies, with Y. Tachikawa. Comm. Math. Phys, 402, 1585--1620 (2023) https://link.springer.com/article/10.1007/s00220-023-04761-2
- Differential models for the Anderson dual to bordism theories and invertible QFT's, I, with K. Yonekura. Journal of Gokova Geometry Topology, Vol 16, 1--64 (2023). https://www.gokovagt.org/journal/2023/yamashitayonekura.html
- Mod-two APS index and domain-wall fermion, with H. Fukaya, M. Furuta, Y. Matsuki, S. Matsuo, T. Onogi and S. Yamaguchi. Lett. Math. Phys 112, 16 (2022). https://link.springer.com/article/10.1007/s11005-022-01509-2
- A lattice version of the Atiyah-Singer index theorem, Commun. Math. Phys. 385, 495--520 (2021) https://link.springer.com/article/10.1007/s00220-021-04021-1
- A new construction of strict deformation quantization for Lagrangian fiber bundles, preprint. https://arxiv.org/abs/2003.06732
- Spectral convergence in geometric quantization --- the case of toric symplectic manifolds, with K. Hattori. preprint. https://arxiv.org/abs/2002.12495
- Spectral convergence in geometric quantization --- the case of non-singular Langrangian fibrations, with K. Hattori. Journal of Symplectic Geometry, vol 21, 1191--1237 (2023). https://archive.intlpress.com/site/pub/pages/journals/items/jsg/content/vols/0021/0006/a002/index.php
- The Atiyah-Patodi-Singer index and domain-wall fermion Dirac operators, with H. Fukaya, M. Furuta, S. Matsuo, T. Onogi and S. Yamaguchi. Commun. Math. Phys. 380, 1295--1311 (2020). https://link.springer.com/article/10.1007/s00220-020-03806-0
- A topological approach to indices of geometric operators on manifolds with fibered boundaries, Commun. Math. Phys. 377, 77--147 (2020). https://link.springer.com/article/10.1007/s00220-019-03595-1

## 出演
- SWITCHインタビュー 達人達「角野隼斗×山下真由子 EP1」（2025年5月2日、NHK Eテレ）[21]